# 玲玲友情報
《玲玲友情報》（英語：Ring Ling Ling）是香港無綫電視的清談節目，由麥玲玲配搭不同藝員（包括黃紫恩、吳兆麟、陳欣茵、蔡景行、胡美貽）主持，從2023年8月30日開始每星期三23:00到23:30在J2台播出。節目主持麥玲玲與不同嘉賓討論各種話題。從2024年1月24日開始，節目改為每星期三22:00-22:30播出。
因應2024年4月22日，J2和無綫財經 體育 資訊台合併為TVB Plus，節目於4月27日開始改為每星期六20:00-20:30於TVB Plus播出，同年11月23日起再改為每星期六20:30-21:00於TVB Plus播出，至12月7日播出最後一集。

## 製作
身為玄學家的麥玲玲曾接觸從事不同行業的客人，她遂向監製自薦主持此一清談節目，訪問不同行業人士。節目原定拍攝12集，後來一再增添集數。

## 每集一覽

### J2時期
| 集數   | 播映日期 | 主題               | 嘉賓             |
| 2023年 | 2023年   | 2023年             | 2023年           |
| ------ | -------- | ------------------ | ---------------- |
| 01     | 8月30日  | 婚禮唔係咁樣搞     | 林盛斌           |
| 02     | 9月6日   | 出Pool唔係咁樣出   | 陳向然（Angus）  |
| 03     | 9月13日  | 見工唔係咁樣見     | 張慧敏（Son姐）  |
| 04     | 9月20日  | 貪靚唔係咁樣貪     | 陳玥心（Cindy）  |
| 05     | 9月27日  | 成功人士唔係咁樣做 | 林盛斌           |
| 06     | 10月4日  | 補習唔係咁樣補     | 梁賀琪（June）   |
| 07     | 10月11日 | 離婚唔係咁樣離     | 麥慶歡           |
| 08     | 10月18日 | 返工唔係咁樣返     | 張慧敏（Son姐）  |
| 09     | 10月25日 | 揾人埋單唔係咁樣揾 | 陳向然（Angus）  |
| 10     | 11月1日  | 健身唔係咁樣玩     | Gordon           |
| 11     | 11月8日  | 出名唔係咁樣出     | 林盛斌           |
| 12     | 11月15日 | 婚前婚後兩個樣     | Natalie          |
| 13     | 11月22日 | 發達唔係咁樣發     | 陳洪楷           |
| 14     | 11月29日 | 讀書唔係咁樣讀     | 梁賀琪（June）   |
| 15     | 12月6日  | 名牌唔係咁樣買     | Angela           |
| 16     | 12月13日 | 生仔唔係咁樣生     | 陳億仕           |
| 17     | 12月20日 | Design唔係咁樣做   | 陳天麟           |
| 18     | 12月27日 | 老闆唔係咁樣做     | 陳洪楷           |
| 2024年 |          |                    |                  |
| 19     | 1月3日   | 筍盤唔係人人啱     | 林盛斌           |
| 20     | 1月10日  | 關你卵事           | 陳億仕           |
| 21     | 1月17日  | 電影唔係咁樣拍     | 葉念琛           |
| 22     | 1月24日  | 以備不時之需       | 麥慶歡           |
| 23     | 1月31日  | 旅行唔係咁樣去     | Cindy            |
| 24     | 2月7日   | 利是唔係咁樣逗     | 安德尊           |
| 25     | 2月14日  | 情人節唔係咁樣過   | 葉念琛           |
| 26     | 2月21日  | 好人唔係咁樣做     | 安德尊           |
| 27     | 2月28日  | 新人唔係咁樣做     | 張慧敏（Son姐）  |
| 28     | 3月6日   | 餐廳唔係咁樣開     | 楊尚友           |
| 29     | 3月13日  | 廣告唔係咁樣落     | 魯曉聚（Daniel） |
| 30     | 3月20日  | 買嘢唔係咁樣買     | 杜如風           |
| 31     | 3月27日  | 教仔唔係咁樣教     | 張慧敏（Son姐）  |
| 32     | 4月3日   | 好男人唔係咁易做   | 鄧梓峰           |
| 33     | 4月10日  | 主播唔係咁易做     | 黃婉曼           |
| 34     | 4月17日  | 港姐唔係咁易選     | 林鈺洧           |

### TVB Plus時期
| 集數   | 播映日期 | 主題               | 嘉賓                   |
| 2024年 | 2024年   | 2024年             | 2024年                 |
| ------ | -------- | ------------------ | ---------------------- |
| 35     | 4月27日  | 從今開始該好好戀愛 | 方力申                 |
| 36     | 5月11日  | 小鮮肉演員         | 馮皓揚（Mason／羊羊）  |
| 37     | 5月18日  | 世一女團           | 區文詩                 |
| 38     | 5月25日  | 國民姐姐           | 譚玉瑛                 |
| 39     | 6月22日  | 吸睛之道           | 鄧兆尊                 |
| 40     | 6月29日  | 農夫的偉大航道     | 農夫                   |
| 41     | 7月13日  | 水造的男人         | 林子善                 |
| 42     | 7月20日  | 感覺大師           | 陳曉華                 |
| 43     | 8月17日  | 世上只有媽媽好     | 肥媽（Maria Cordero）  |
| 44     | 8月24日  | 新手爸爸           | 袁偉豪                 |
| 45     | 8月31日  | 港女野人           | 何泳芍、陳若思、廖慧儀 |
| 46     | 9月7日   | 最強body           | 郭珮文                 |
| 47     | 9月21日  | 唱得女強人         | 支嚳儀                 |
| 48     | 9月28日  | 中年好新人         | 譚輝智                 |
| 49     | 10月5日  | 資深新人王         | 容天佑                 |
| 50     | 10月12日 | 女人天花板         | 陳煒                   |
| 51     | 10月26日 | 中年好繽紛         | 車婉婉                 |
| 52     | 11月2日  | 「努」是常出現     | 黃庭鋒                 |
| 53     | 11月9日  | 謝謝你肩膊         | 溫碧霞                 |
| 54     | 11月16日 | 黑色月光           | 林俊其、梁超怡、廖慧儀 |
| 55     | 11月23日 | 絕世大丈夫         | 蕭正楠                 |
| 56     | 11月30日 | 專業樹窿           | 劉佩玥                 |
| 57     | 12月7日  | 活出本我           | 方皓玟                 |

## 節目調動
- 2024年5月4日：由於直播《賽馬直擊 - 英國二千堅尼賽馬日》，所以停播一次。
- 2024年5月18日：由於直播《賽馬直擊 - 樂景傑錦標賽馬日》，當日改為19:55-20:25播出。
- 2024年6月1日：由於直播《賽馬直擊 - 英國打吡大賽日》，當日改為19:30-20:00播出，但由於當日下午直播的《足總盃2023/2024決賽 - 東方 對 深水埗》超時，引致其後的節目順延播映，因此本節目改為暫停播映。
- 2024年6月8日：由於直播《賽馬直擊》，所以停播一次。
- 2024年6月15日：由於直播《賽馬直擊》，所以停播一次。
- 2024年7月6日：由於直播《賽馬直擊》，所以停播一次。
- 2024年7月28日至8月11日：由於直播巴黎奧運，所以停播三週。
- 2024年9月14日：由於直播《賽馬直擊 - 愛爾蘭冠軍錦標賽馬日》，所以停播一次。
- 2024年10月19日：由於直播《賽馬直擊 - 英國冠軍錦標賽馬日》，所以停播一次。

## 軼事
- 2024年4月9日，為了宣傳TVB Plus即將播映的節目《直播靈接觸》的原故，於11時15分左右在翡翠台播映節目預告時閃出靈異影片，片中出現一個鞦韆的黑白影片，未幾閃出一名嚇人的紅衣女鬼（疑似彭翔翎飾演），另一段影片出現的是一個工廈場景，燈火不停閃爍，之後再彈出一個人影，同樣驚嚇。有網民稱要向通訊局投訴。最後通訊局於12月3日收到168宗投訴關於該宣傳片的投訴，主要指其在沒有事先警告的情況下，宣傳片包含令人不安的畫面和突如其來的驚嚇鏡頭，令觀眾緊張、毛骨悚然及/或恐懼；捉弄觀眾的做法不負責任，亦不可接受/不恰當，及/或品味低劣；宣傳片不適合兒童或長者收看。